# Sabrina Saidi
Sabrina Saidi –en árabe, صابرينا سعيدي– (nacida el 24 de febrero de 1989) es una deportista argelina que compite en judo. Ganó dos medallas en los Juegos Panafricanos en los años 2011 y 2015, y cuatro medallas en el Campeonato Africano de Judo entre los años 2012 y 2016.

## Palmarés internacional
| Juegos Panafricanos | Juegos Panafricanos               | Juegos Panafricanos | Juegos Panafricanos |
| Año                 | Lugar                             | Medalla             | Categoría           |
| ------------------- | --------------------------------- | ------------------- | ------------------- |
| 2011                | Maputo (Mozambique)               | Medalla de bronce   | –48 kg              |
| 2015                | Brazzaville (República del Congo) | Medalla de oro      | –48 kg              |
| Campeonato Africano |                                   |                     |                     |
| Año                 | Lugar                             | Medalla             | Categoría           |
| 2012                | Agadir (Marruecos)                | Medalla de plata    | –48 kg              |
| 2013                | Maputo (Mozambique)               | Medalla de plata    | –48 kg              |
| 2014                | Puerto Louis (Mauricio)           | Medalla de plata    | –48 kg              |
| 2016                | Túnez (Túnez)                     | Medalla de bronce   | –48 kg              |